# وادي الرمل (وادي، زغوان)
وَادِي الرَمَل وادٍ يسيل في ولايتي زغوان وسوسة بالوسط التونسي، يصب في خليج الحمامات شمال مدينة بوفيشة.

### مواضيع ذات علاقة
- سد وادي الرمل.